# Sint-Catharinakerk (Hasselt)

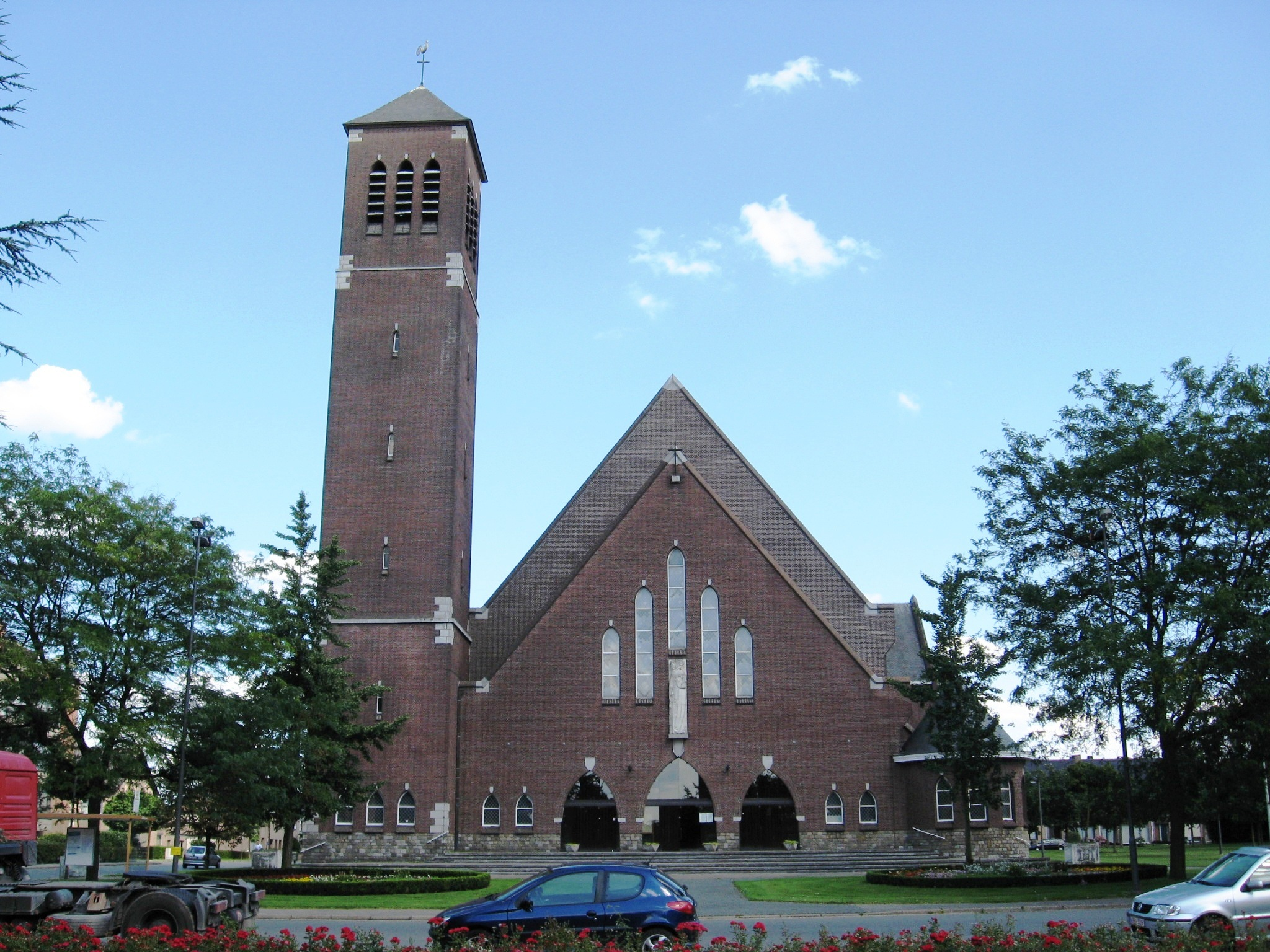
Sint-Catharinakerk

De Sint-Catharinakerk is de parochiekerk van de Hasseltse Sint-Catharinawijk.
Ze werd op 25 november 1961 ingezegend door Guillaume Marie van Zuylen, die toen hulpbisschop van Luik was. Op 24 november 1963 werden de klokken ingewijd.

## Gebouw
Deze bakstenen kerk dateert van 1961 en is uitgevoerd in moderne gotiek. Het is een kruisbasiliek. Opvallend is het hoge zadeldak en het iets lagere zadeldak van het ingangsportaal, dat drie boogvormige ingangen kent en gesierd wordt door een Catharinabeeld. Links van het ingangsportaal bevindt zich een aangebouwde, vierkante toren met drie geledingen, gedekt door een tentdak. Rechts van het portaal vindt men een ronde doopkapel.

## Meubilair
De kerk bezit een aantal voorwerpen, die deels afkomstig zijn uit de vroegere Hasseltse Begijnhofkerk, welke tijdens de Tweede Wereldoorlog werd verwoest. Er zijn oude kazuifels, een beeld van Sint-Catharina met reliekschrijn, het Catharinaklokje, een schilderij van Johannes Nepomuk en werken van Jozef Pasquasy, de eerste pastoor van deze parochie.